# Isole del Golfo dell'Olenëk
Le isole del Golfo di Olenëk (in russo: острова Оленёкского Залива, ostrova Olenëkskogo Zaliva) sono diversi gruppi di isole nel mare di Laptev, Russia. Amministrativamente appartengono al Bulunskij ulus della Repubblica autonoma di Sacha-Jacuzia.

## Geografia
Le isole sono situate nel mare di Laptev, nell'ampio golfo dell'Olenëk, che si trova ad ovest del delta della Lena. Nel golfo sfocia con un grande delta l'omonimo fiume Olenëk.
La zona dove si trovano queste isole è soggetta a un rigido clima artico, con frequenti tempeste e bufere. Il mare intorno a queste isole è congelato per circa nove mesi l'anno di modo che le isole sono fuse con la terraferma.

## Isole nella parte ovest del golfo dell'Olenëk

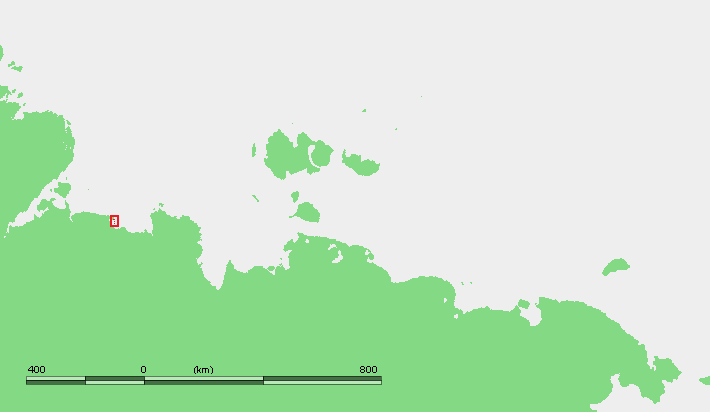
Collocazione delle isole della parte occidentale del golfo di Olenëk

- Isola Salchaj (остров Салхай), circa 40 km a nord-ovest del delta dell'Olenëk (73°20′14.32″N 118°45′04.39″E). Lunga 6,7 km e larga 3 km, ha un'altezza massima di 18 m. L'isola è disseminata di laghi e paludi.
- Isola Orto-Ary (остров Орто-Ары), 1,5 km a nord di Salchaj, da cui la separa lo stretto di Čugas (пролив Чугас) (73°24′00.72″N 118°43′05.74″E); è lunga 5 km e larga 2,7 km. Un piccolo isolotto senza nome si trova a nord-ovest.
- Isola Dagdalach (остров Дагдалах), a nord di Orto-Ary, al di là dello stretto di Orto-Ary, è quasi attaccata alla terraferma (73°26′47.15″N 118°46′13.61″E), dalla quale la separa uno stretto canale. L'isola è lunga 5,5 km e larga 3,3 km ed è coperta da molti laghetti.

## Isole del delta dell'Olenëk
Le isole del delta dell'Olenëk sono centinaia di isole, alcune più grandi, altre minori e molte senza nome che costituiscono di fatto il delta del fiume. Una piccola parte di esse forma la baia Ogonnër-Kubata (залив Огоннёр-Кубата) nella sezione occidentale. Di seguito, sono elencate da ovest a est:
- Alachan-Ėppet-Aryta (Алахан-Эппет-Арыта), (73°06′10″N 119°17′50″E).
- Oččuguj-Ėppet-Aryta (Оччугуй-Эппет-Арыта), a ovest di Ulachan-Ary e a sud di Ogonnër-Aryta (73°06′20″N 119°21′10″E), sull'isola ci sono 6 laghi.
- Ėppet-Bel'kej (Эппет-Белькей), si trova ad est di Oččuguj-Ėppet-Aryta (73°06′40″N 119°23′10″E).
- Ogonnër-Aryta (Огоннёр-Арыта), si trova ad ovest di Ulachan-Ary (73°04′50″N 119°31′10″E), sull'isola ci sono 14 laghi.
- Ogonnër-Bel'këjdere (Огоннёр-Белькёйдере), un gruppo di tre isolette situate all'interno della baia Ogonnër-Kubata, tra le isole Ogonnër-Aryta e Ulachan-Ary.
- Oččuguj-Ary (Оччугуй-Ары)
- Šved-Majaktach-Aryta (Швед-Маяктах-Арыта, in lingua jacuta significa "isola svedese del faro"), si trova a 9 km dalla terraferma (73°08′20″N 119°34′40″E).
- Golub-Tërjur-Aryta (Голуб-Тëрюр-Арыта), (73°08′40″N 119°38′50″E).
- Ulachan-Ary (Улахан-Ары, in lingua jacuta significa "isola grande"[1]), si trova proprio di fronte allo sbocco principale dell'Olenëk, ad ovest di Kugun-Aryta (73°02′56″N 119°41′34″E). Ha un'altezza massima di 4 m.
- Ot-Ary (От-Ары)
- Ilin-Golub-Tërjur-Aryta (Илин-Голуб-Тёрюр-Арыта), (73°09′10″N 119°42′30″E)
- Boldër-Aryta (Болдёр-Арыта)
- Sjugjuldër-Aryta (Сюгюлдёр-Арыта)
- Olëte-Aryta (Олёте-Арыта)
- Okuollach-Aryta (Окуоллах-Арыта)
- Kërsjuse-Aryta (Кёрсюсе-Арыта)
- Kugun-Aryta (Кугун-Арыта), si trova tra Ulachan-Ary, ad ovest, e Džangylach, ad est (73°03′23″N 119°53′59″E).
- Chobuoch-Aryta (Хобуох-Арыта), posizionata a nord del gruppo, ad est di Okuollach-Aryta e a ovest di Kas'jan-Bettimete.
- Kas'jan-Bettimete (Касьян-Беттимете), una tra le più settentrionali.
- Kas'jan-Aryta (Касьян-Арыта)
- Džangylach (Джангылах), la più grande isola del gruppo, lunga 21 km e larga 16 km; si trova ad est di Kugun-Aryta (73°04′26″N 120°09′17″E).
- Chachys-Bël'këë (Хахыс-Бёлькёё), a nord-ovest di Džangylach.
- Boris-Aryta (Борис-Арыта)
- Bylyktach-Aryta (Былыктах-Арыта, in lingua jacuta significa "isola di fango"[2]), si trova a 2,4 km dalla terraferma (73°02′20″N 120°10′55″E).
- Tigjan-Aryta (Тигян-Арыта), a sud di Bylyktach-Arytatra, tra quest'ultima e la terraferma (73°00′32″N 120°13′07″E).
- Isole Tisjan-Bël'këjdërë (Тигян-Бёлькёйдёрё)
- Chastach-Ary (Хастах-Ары)
- Isaj-Bël'këë (Исай-Бёлькёё), si trova a 6,7 km dalla terraferma (73°03′36″N 120°22′54″E), a sud di Chastach-Ary da cui è divisa da un sottile canale.
- Tigjan-Bettiemete (Тигян-Беттиемете)
- Tongoloch-Bël'këë (Тонголох-Бёлькёё)
- Kjurjur-Ary (Кюрюр-Ары)
- Charytka-Bël'këë (Харытка-Бёлькёё), la più orientale del gruppo (73°00′27″N 122°05′42″E).

## Isole del delta della Lena
Il delta della Lena si divide tra una moltitudine di isole piatte. Un gruppo di esse si trova nel golfo di Olenëk dove sbocca l'Olenëkskaja, uno dei bracci principali della Lena. Le isole sono (da ovest a est): 
- Ulachan-Uės-Aryta (Улахан-Уэс-Арыта), 73°01′50.19″N 122°10′54.13″E
- Čyčas-Aryta (Чычас-Арыта), 73°02′25″N 122°22′06″E
- Petruška (Петрушка), 73°01′10″N 122°29′51″E
- Džangylach-Aryta (Джангылах-Арыта), 72°59′43″N 122°47′29″E
- Samach-Ary (Самах-Ары), 72°55′43″N 122°46′50″E
- Džachsalach-Aryta (Джахсадах-Арыта), 73°01′10″N 122°05′28″E
- Basyrgastach-Aryta (Басыргастах-Арыта), 72°50′10.85″N 122°49′08.07″E
- Bel'kёj Aryta (Белькёй-Арыта), 72°50′11″N 123°00′50″E
- Tyalyr-Mengnjach-Aryta (Тыалыр-Менгнях-Арыта), 72°48′11.11″N 123°11′32.8″E
- Soduom-Aryta (Содуом-Арыта), 72°50′43″N 123°14′11″E
- Chomo-Aryta (Хомо-Арыта), 72°48′20″N 123°20′37″E
- Kjurjul'gen-Aryta (Кюрюльген-Арыта), 72°46′17″N 123°35′56.18″E
- Ulachan-Aryta (Улахан Арыта), 72°43′15″N 123°37′45″E